# Žerčice
Žerčice is een Tsjechische gemeente in de regio Midden-Bohemen, en maakt deel uit van het district Mladá Boleslav. Žerčice telt 347 inwoners (2006).

## Geschiedenis
De oudste schriftelijke vermelding van het dorp dateert uit 1070 toen de bisschop van Praag de kerk inwijdde. Het aartsbisdom Praag had veel bezittingen in Žerčice.
In 1511 kreeg Žerčice stadsrechten van koning Wladislaus. Het stadje ontwikkelde zich in de 16e eeuw tot een welvarende plaats, maar de Dertigjarige Oorlog maakte hier een eind aan: in 1639 werd Bohemen aangevallen door Zweden en hierbij werd Žerčice platgebrand. Dit betekende het einde van de stadsontwikkeling en Žerčice verviel weer tot een dorp.

## Bezienswaardigheden
De Sint-Nicolaaskerk is de parochiekerk van Žerčice en wordt in 1384 als zodanig genoemd. Destijds was het nog een houten bouwwerk. Het huidige kerkgebouw stamt uit 1731 en is gebouwd op initiatief van Jiřík Sovenský, burgemeester van Dobrovice; de bouwkosten werden voldaan door Eleonora van Wallenstein.
Op het 18e-eeuwse schoolgebouw van Žerčice staat een beeld van de heilige Florianus. Dit beeld is geplaatst om het dorp te beschermen tegen brand.

## Geboren
- Samuel Friedrich Capricornus (1628-1665), componist en kapelmeester

Bakov nad Jizerou ·
Bělá pod Bezdězem ·
Benátky nad Jizerou ·
Bezno ·
Bílá Hlína ·
Bítouchov ·
Boreč ·
Boseň ·
Bradlec ·
Branžež ·
Brodce ·
Březina ·
Březno ·
Březovice ·
Bukovno ·
Ctiměřice ·
Čachovice ·
Čistá ·
Dalovice ·
Dlouhá Lhota ·
Dobrovice ·
Dobšín ·
Dolní Bousov ·
Dolní Krupá ·
Dolní Slivno ·
Dolní Stakory ·
Domousnice ·
Doubravička ·
Horky nad Jizerou ·
Horní Bukovina ·
Horní Slivno ·
Hrdlořezy ·
Hrušov ·
Husí Lhota ·
Charvatce ·
Chocnějovice ·
Chotětov ·
Chudíř ·
Jabkenice ·
Jivina ·
Jizerní Vtelno ·
Josefův Důl ·
Katusice ·
Klášter Hradiště nad Jizerou ·
Kluky ·
Kněžmost ·
Kobylnice ·
Kochánky ·
Kolomuty ·
Koryta ·
Kosmonosy ·
Kosořice ·
Košátky ·
Kováň ·
Kovanec ·
Krásná Ves ·
Krnsko ·
Kropáčova Vrutice ·
Ledce ·
Lhotky ·
Lipník ·
Loukov ·
Loukovec ·
Luštěnice ·
Mečeříž ·
Mladá Boleslav ·
Mnichovo Hradiště ·
Mohelnice nad Jizerou ·
Mukařov ·
Němčice ·
Nemyslovice ·
Nepřevázka ·
Neveklovice ·
Niměřice ·
Nová Telib ·
Nová Ves u Bakova ·
Obrubce ·
Obruby ·
Pěčice ·
Pětikozly ·
Petkovy ·
Písková Lhota ·
Plazy ·
Plužná ·
Prodašice ·
Předměřice nad Jizerou ·
Přepeře ·
Ptýrov ·
Rabakov ·
Rohatsko ·
Rokytá ·
Rokytovec ·
Řepov ·
Řitonice ·
Sedlec ·
Semčice ·
Sezemice ·
Skalsko ·
Skorkov ·
Smilovice ·
Sojovice ·
Sovínky ·
Strašnov ·
Strážiště ·
Strenice ·
Sudoměř ·
Sukorady ·
Tuřice ·
Ujkovice ·
Velké Všelisy ·
Veselice ·
Vinařice ·
Vinec ·
Vlkava ·
Vrátno ·
Všejany ·
Zdětín ·
Žďár ·
Žerčice ·
Židněves